# Encinal, Novi Meksiko
Encinal je popisom određeno mjesto u okrugu Ciboli u američkoj saveznoj državi Novom Meksiku. Prema popisu stanovništva SAD 2010. ovdje je živjelo 210 stanovnika. Najmanje je od šest sela Laguna puebla.
Festivalski dan u Encinalu je 8. rujna.  

## Zemljopis
Nalazi se na 35°7′2″N 107°27′53″W / 35.11722°N 107.46472°W, Prema Uredu SAD-a za popis stanovništva, zauzima 34,9 km2 površine, sve suhozemne.
Smješten je u podnožju planine Mount Taylora (špa.: Cebolleta, navajo: Tsoodził), stratovulkana na sjeverozapadu Novog Meksika. Encinal je 8 km sjeveroistočno od Cubera i 11 km sjeveroistočno od izlaza br. 104 na međudržavnoj cesti br. 40. Uzvisina Picacho Peak, lokalno znan kao Elephant Rock, velika je kamena formacija 3 km zapadno od sela.

## Prosvjeta
Sve javne škole u ovom okrugu dio su sustava škola okruga Grants/Cibola.

## Stanovništvo
Prema podatcima popisa 2010. ovdje je bilo 210 stanovnika, 66 kućanstava od čega 54 obiteljska, a stanovništvo po rasi bili su 1,0% bijelci, 1,0% "crnci ili afroamerikanci", 93,3% "američki Indijanci i aljaskanski domorodci", 0,0% Azijci, 0,0% "domorodački Havajci i ostali tihooceanski otočani", 2,9% ostalih rasa, 1,9% dviju ili više rasa. Hispanoamerikanaca i Latinoamerikanaca svih rasa bilo je 9,0%.

## Galerija
- Picacho Peak, lokalno znan kao Elephant Rock
- Pogled na Mount Taylor iz Encinala
- Picacho Peak, pogled sa zapada